# Elías Rodríguez (comunicador)
Elías Rodríguez Varela (Trabada, Lugo, 1 de enero de 1937) es un periodista y empresario español, poseedor de una de las voces más utilizadas en los anuncios publicitarios de España. Está considerado como uno de los mejores narradores y comunicadores publicitarios de su país.

## Biografía
En 1958 ingresa en Radio Juventud y en 1963 en Radio Nacional. En 1968 se convierte en fundador y jefe de emisiones de Radio Centro, siendo ya un profesional muy importante en locuciones publicitarias. En 1981 funda Centro de Comunicación y en 1989 Estudios Abaira, S.A., empresa dedicada a la publicidad, doblaje y sonorización. Fue presidente del Grupo Abaira (Estudios Abaira, Abaira Publicidad, Matinha Estudios de Son de Portugal, Abrente Soluciones Audiovisuales y Línea de Fuego), vicepresidente del Grupo Bosques Naturales (Bosques Naturales, Forestalia, Boscalia, Eurobosques, Adagro) y consejero de varias empresas. 
Como actor, ha participado en una película, además de prestar su voz para un sinfín de ellas como narrador. También ha destacado como presentador, por ejemplo en el concurso Gran Casino de la Televisión de Galicia.
Ha sido nombrado "Hijo Predilecto de Trabada", miembro de la "Enxebre Orde da Vieira" y "Caballero del Camino de Santiago" y "Madrigallego de Oro". Fue galardonado con los premios "Antena" de oro y plata de la comunicación.

## Filmografía

### Como actor
- Truhanes (Miguel Hermoso, 1983).

### Como narrador
- Una joven nación (1971).
- Mosaico de canciones (1972).
- Legado arquitectónico español (1975).
- Galicia (1975).
- Lugo 2000 (1976).
- La nueva Costa del Sol (1976).
- El chou de Cho-Juaa (cortometraje de animación, 1978).
- Mensaje de Copyright de BuenaVista Home Entertainment.